# David Milne
Pour les articles homonymes, voir Milne.
David Milne, né le 8 janvier 1882 à Saugeen Shores (en) et mort le 26 décembre 1953 à Bancroft est un peintre, illustrateur, graveur et écrivain canadien.

## Biographie
Davil Milne naît le 8 janvier 1882 dans une ferme près de Burgonye (Saugeen Shores (en)) et est élevé à Paisley (en), dans l'Ontario.
David Milne est le benjamin d'une famille d'immigrants écossais. En 1902 et 1903, il suit des cours d'art par correspondance et décide de déménager à New York à l'âge de 21 ans pour étudier durant deux ans à l'Art Students League of New York avec Maurice Prendergast. Cinq de ses toiles sont exposées à l'Armory Show en 1913. Mobilisé, il revient à Toronto en 1917 pour son entraînement militaire. Il sera cantonné en Angleterre juste avant la fin de la Première Guerre mondiale. En tant qu'artiste, on lui commande des tableaux et des dessins de guerre. Milne peint des scènes de champs de bataille en France et en Belgique et des portraits de soldats.
David Milne retourne ensuite à Boston où il demeure entre 1919 et 1929. Il revient par la suite en Ontario avant de s'installer vers la fin des années 1930 à Uxbridge. Il se rend souvent au Parc provincial Algonquin pour y peindre des paysages, surtout à l'aquarelle.
David Milne meurt à Bancroft d'un arrêt cardiaque le 26 décembre 1953.

## Œuvre
Aussi à l'aise comme peintre que comme aquarelliste, dessinateur et graveur. Milne s'intéresse principalement au paysage. Son approche est alors plus impressionniste que celle du Groupe des sept. Sa démarche expérimentale et son utilisation du blanc et du noir illustrent cependant son style très personnel.
Reconnu comme un peintre important, le musée des beaux-arts du Canada organise une rétrospective de son travail en 1955. Milne avait auparavant représenté le Canada à la Biennale de Venise en 1952. Son œuvre Red Nasturtiums, peinte en 1937, fait l'objet d'un timbre en 1992. 

Œuvres sur la guerre au Musée des beaux-arts du Canada, Ottawa.
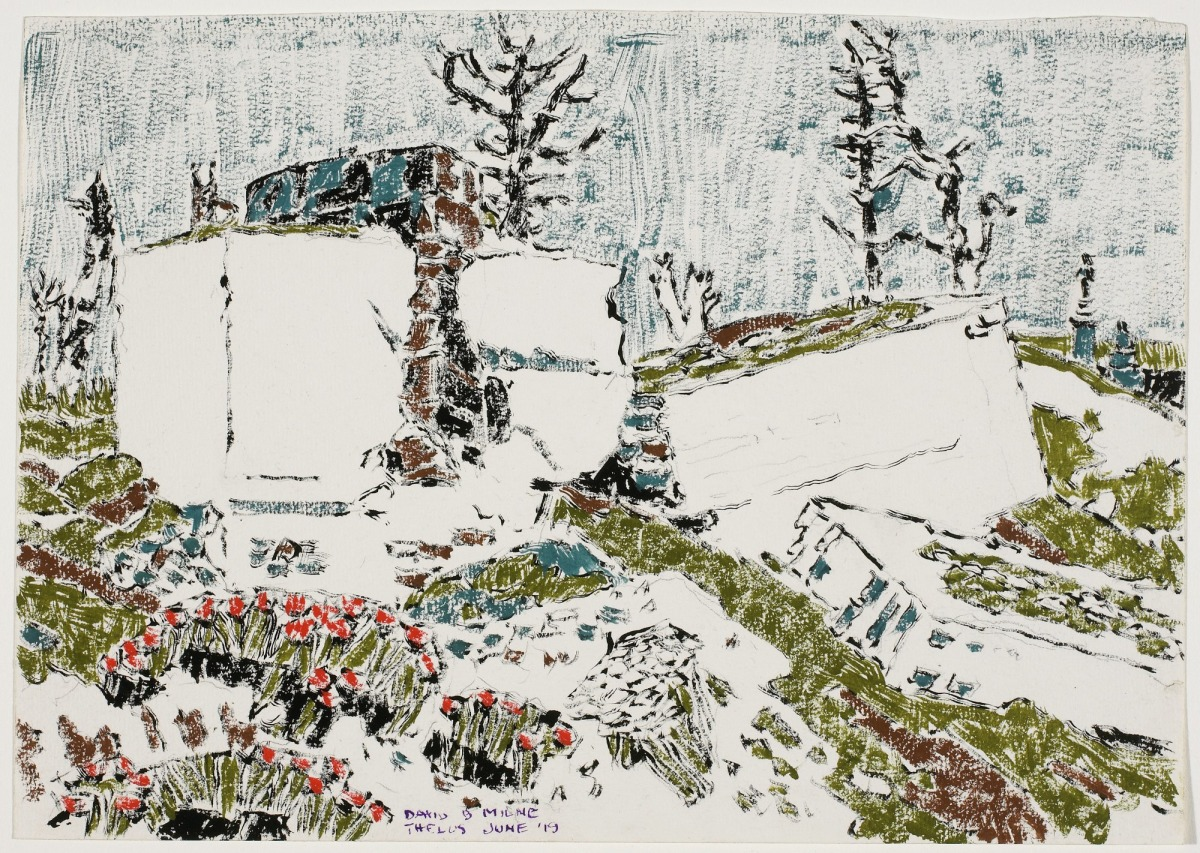
German Machine Gun Posts in Thélus Cemetery (1919).
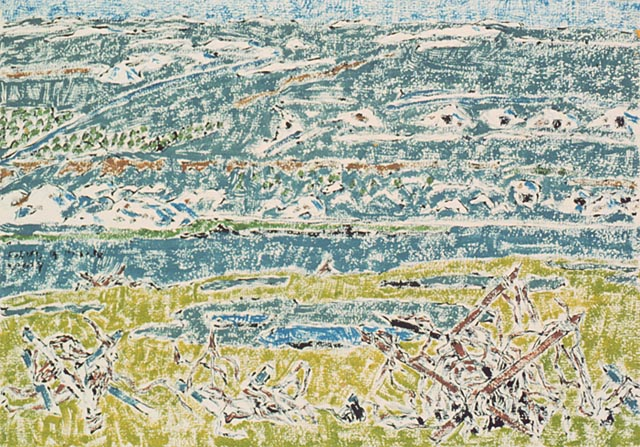
Near View of Vimy Ridge (1919).
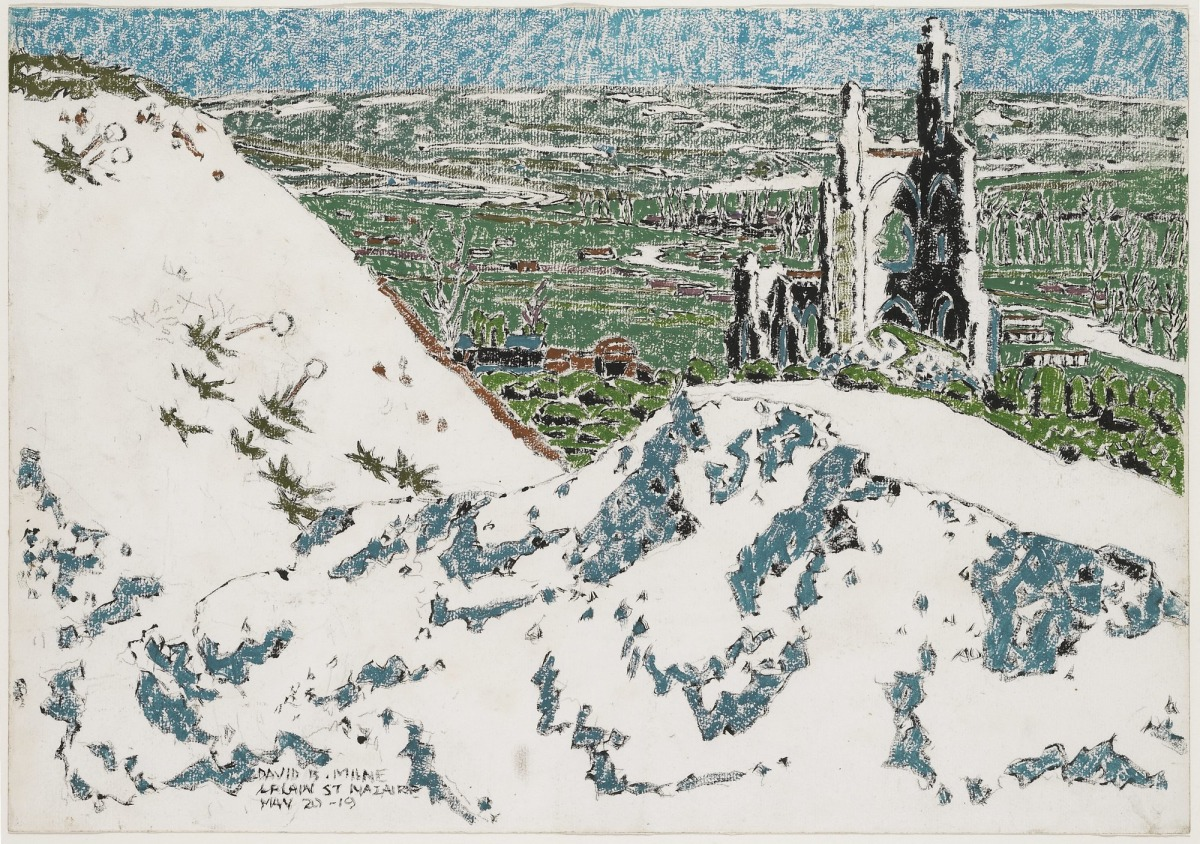
Ablain-Saint-Nazaire Church from Lorette Ridge Looking toward Souchez and Vimy (1919)[3],[4],[5],[6].

## Musées et collections publiques
- Art Gallery of Alberta
- Art Gallery of Hamilton
- Art Gallery of Greater Victoria
- Bibliothèque et Archives Canada
- McMichael Canadian Art Collection
- Musée des beaux-arts de l'Ontario
- Musée des beaux-arts du Canada[2]
- Musée national des beaux-arts du Québec[7]
- Museum London
- The Robert McLaughlin Gallery
- Tom Thomson Memorial Art Gallery
- Vancouver Art Gallery